# NGC 550
NGC 550 est une vaste galaxie spirale barrée située dans la constellation de la Baleine. NGC 550 a été découverte par l'astronome germano-britannique William Herschel en 1785.

## Caractéristiques
Sa vitesse par rapport au fond diffus cosmologique est de 5 579 ± 23 km/s, ce qui correspond à une distance de Hubble de 82,3 ± 5,8 Mpc (∼268 millions d'al).
À ce jour, une mesure non basée sur le décalage vers le rouge (redshift) donne une distance d'environ 93,100 Mpc (∼304 millions d'al). Cette valeur est légèrement à l'extérieur des valeurs de la distance de Hubble.
La classe de luminosité de NGC 550 est I et elle présente une large raie HI.

## Paire de galaxies
Les galaxies NGC 550 et NGC 533 sont dans la même région de la sphère céleste et, selon Abraham Mahtessian, ils forment une paire de galaxies.

## Supernova
La supernova SN 1961Q a été découverte dans NGC 550 le 30 novembre 1961 par l'astronome américain Milton Humason. Le type de cette supernova n'a pas été déterminé.